# Dan Money
Daniel James „Dan” Money (ur. 17 października 1976 w Glossop) – brytyjski lekkoatleta, sprinter, a po zakończeniu kariery lekkoatletycznej – bobsleista. Uczestnik Zimowych Igrzysk Olimpijskich (Vancouver 2010) w dwójce i czwórce męskiej.
Medalista Mistrzostwa Europy Juniorów (1995), Uniwersjady (1997) oraz Młodzieżowych Mistrzostw Europy (1997).

## Osiągnięcia lekkoatletyczne
- Mistrzostwa Europy Juniorów, Nyíregyháza 1995
  - złoty medal – sztafeta 4 × 100 m
  - brązowy medal – bieg na 200 m
- Letnia Uniwersjada, Katania 1997
  - brązowy medal – sztafeta 4 × 100 m
- Młodzieżowe Mistrzostwa Europy, Turku 1997
  - złoty medal – sztafeta 4 × 100 m
- Halowe Mistrzostwa Wielkiej Brytanii[2]
  - brązowy medal – 2001

## Rekordy życiowe
- bieg na 60 metrów
  - hala – 6,72 (1998)
- bieg na 100 metrów
  - stadion – 10,32 (1997)
- bieg na 200 metrów
  - stadion – 20,80 (1997)